# インターンシップ
インターンシップ（英: internship）とは、特定の職の経験を積むために、企業や組織において労働に従事している期間のこと。 商人・職人のための徒弟制度と似ているが、標準化や監査などはされていないため、指すところの内容は様々である。略称として、インターンとも呼ばれる。

## 始まり
1906年、米国オハイオ州のシンシナティ大学工学部長ヘルマン・シュナイダー博士による創案が始まりと言われている。

## 各国の状況

### ヨーロッパ
ヨーロッパにおいては、European Youth Forum surveyによると、インターンの半数は無給であり、45%はその日を生活するには程遠い給与が支給されている。欧州のインターンの4分の3は給与だけでは足りず、3分の2は両親から資金援助されている。

### アメリカ合衆国
アメリカ合衆国では、150万人いるインターンの3分の1から半数は、無給であると推測されている。インターンシップは企業が学生を大学入学時から職場体験させ、卒業するまでに技術を入社時に必要な水準まで引き上げる。大学院まで進学する学生に対しては、研究活動を様々な面でバックアップし、入社後に研究を継続させることもある。給料が支給される場合はアルバイトをすることなく就業訓練を積むことができる。
ただし、研修先は学校側で決めることもあり、学生の意見が必ずしも生かされないことから、希望していない企業や職種へ行かされるとトラブルになることがある。そのために、2011年現在、個人でのインターンシップが大半を占めている。一般的に個人インターンは審査が厳しく、大学インターンは審査がほとんどない。
アメリカは、インターンになるために推薦状が必要なものも多く、幹部の子息が優先的にインターンになることも多い。無給インターンの最高峰といわれるホワイトハウス実習生の場合は有力者三人の推薦が必要となる。
2011年現在、就職難の米国ではインターンシップが就職にほぼ必須となっており、現在、個人インターンシップなくして米国で一流企業や公務員に就職することはありえない。つまり個人インターンシップ採用選考が、実質的な採用一次選考となっている。しかし、これを逆手にとって、インターンを「無料労働力」と使い捨てる企業が増えている。公務員はFBIなども含め100%無給インターンであるが、インターンが100%就職できるわけではないので、就職できなかった者はただ働きである。民間企業も2011年現在9割以上は無給インターンであるが、インターンが100%就職できるわけではないので、就職出来なかった者はただ働きとなる。インターンは「学生研修生」であるので労働組合に入ることもできないが、深夜まで残業はさせられる。このため、近年、企業が就職したい学生の足元を見て、無給インターンに過度な労働とインターン間の競争を要求する事例が増えており、米国で社会問題となっている。

### イギリス
イギリスにおいては、就業経験（Work experience）は
義務教育における中等教育の一部として10-11学年度（14-16歳）に組み込まれており、この期間は無給である。
また学士号取得プログラム時には、生徒は夏季休暇の期間にインターンシップに応募することができる。大学スタッフは、学生が雇用主へ直接アクセスできるよう支援する。

### 日本
日本におけるインターンシップは当初、有名大学などの学生を対象に学内掲示によって募集され、受け入れ期間約10日間、報奨金1日あたり約1万円という条件で実施された。実施主体はマッキンゼー・アンド・カンパニーやプロクター・アンド・ギャンブルといった外資系企業が中心であった。
その後2000年代に入り、日本の企業の中にも不況下の人材採用方法としてインターンを実施するものが現れると、インターンを実施する企業と参加する学生の数は増加し続けた。大学生の間には「3年の夏にはインターンをする」という意識が芽生え、2000年代後半には「やるのが当たり前」、「就活はインターンから始まる」といわれるようになった。
インターンの普及とともに、その内容は従来の「仕事体験」から就職活動の入り口へと変化し、当初情報に対する感覚や労働意欲が高い学生が参加するという評価とは言い切れなくなったとされる。
企業側が建前として挙げるインターンの目的には以下のとおりである。
- 仕事を体験する機会を提供することによる社会貢献
- 若い大学生を受け入れることによる社内の活性化
- 学生の指導を通して若手社員のマネジメント力やリーダーシップを養う

しかし実際には、学生を囲い込む目的があるとされ、大学1年生から参加可能なインターンシップが実施され、参加者に内々定が出される場合もある。また、囲い込みの効果が得られなくとも、学生に対し就職先の候補として認識させる狙いがあるともいわれている。他の企業が説明会や選考を行う時期に合わせて妨害目的でインターンが実施される場合もある。インターン参加の大学生に営業活動を行わせる企業もあり、仕事の体験をさせるという名目で人件費の安い労働力を確保しているのではないかと指摘されている。
日本においては、大学学部生では3年次の夏・春の長期休暇中に行く事がほとんどで、3年秋から本格化する就職活動に先駆けて就業体験を積むことで、就職活動本番でのミスマッチを防ぐ目的もある。就職サイトでも、従来の就職情報に加え、インターンシップ情報も提供するサイトが増えている。 また、近年では大学院、短期大学、専修学校専門課程（専門学校）、高等専門学校、高等学校（特に職業高等学校）でもインターンシップ制度の導入が進んでいる。
企業によっては金銭が払われるところもあるが、基本的には社会勉強で労働ではないという認識が根強い。しかしながら実質的に「労働」と見られかねない場合のあるとの批判もあり、行政通達においても、「学生の実習が直接生産活動に従事するものであって使用従属関係が認められる場合には、その労働者性を肯定する」とされている（平9・9・18基発第636号）。学校によっては単位が認定される。日本では最近は一年生から募集している事例も見られる。

#### 政府による取り組み
日本政府によるインターンシップ制度への取り組みは、1997年（平成9年）5月16日に「経済構造の変革と創造のための行動計画」普及推進が閣議決定されたことに始まる。同年9月18日には文部省（現・文部科学省）、通商産業省（現・経済産業省）および労働省（現・厚生労働省）が共同で「インターンシップの推進に当たっての基本的考え方」をとりまとめ、関係諸制度を整備していった。これらによりインターンシップ制度は徐々に浸透してゆき、2005年（平成17年）には推計12万人の学生が制度を利用していると報告されるまでになった。
このように、学生に対するインターンシップ制度の普及により、職業意識の向上に資するようになり、また職業選択に役立つ経験を得る機会が得られるようになってきた。しかし、実態は1日の説明会やグループワークをするだけと言った名ばかりのインターンシップが増えている。それを危惧し、2016年7月文部科学省は以下の発表をしている。
①大学等における単位化の推進インターンシップを大学等の単位に組み込むことは、大学等の教育、特に専門教育とのつながりがより明確になることや、インターンシップ・プログラムや事前・事後教育等の体系化及び充実が図られる等、インターンシップの教育効果を高め、学生が大学等における教育内容をより深く理解できるというメリットがあり望ましい
②企業における実習内容の評価・活用インターンシップは大学等の外の場所における学習であり、こうした学習成果について企業等と連携した適切な評価方法について検討し、インターンシップの目的を踏まえながら適切な評価を行っていく必要
③低学年（学部１～２年生等）からの参加大学入学当初は学生は社会との接点が少ないことから、低学年ではいわゆる短期プログラムを実施し、高学年ではインターンシップの中長期化や内容の充実を図るなど年次に応じたインターンシップの段階的高度化を図る 
④長期・有給のインターンシップの促進教育効果の高い中長期インターンシップや、専門教育との関連付けにより一層効果を発揮するコーオプ教育プログラム（例えば数ヶ月間～数年次にわたり大学等での授業と企業等での実践的な就業体験を繰り返す教育プログラム）、学生の責任感を高め、長期の場合には学生の参加を促す効果が考えられる有給インターンシップなどが重要。 
⑤企業に対する理解の促進、魅力の発信大学等と企業等の接点が増えることにより、（中略）企業等の実態について学生の理解を促す一つの契機になる。これについては、特に中小企業やベンチャー企業等にとって意義が大きいものと思われ、中小企業等の魅力発信としてもインターンシップは有益な取組である。さらに、インターンシップを通じて学生が各企業等の業態、業種又は業務内容についての理解を深めることによる就業希望の促進が可能となることや、受入企業等において若手人材の育成の効果が認められる ※①②④⑤：「インターンシップの推進にあたっての基本的考え方」（平成26年4月8日一部改正 文部科学省・厚生労働省・経済産業省） ③：「インターンシップの普及及び質的充実のための推進方策について（意見のとりまとめ）」 （平成25年8月9日 体系的なキャリア教育・職業教育の推進に向けたインターンシップの更なる充実に関する調査研究協力者会議）

#### 問題点
その一方で、制度の趣旨を理解しない、あるいはこれを悪用する企業の事例が、社会問題とされている。本来、インターンシップは職業体験の場であるが、優秀学生を事前に囲い込む青田買いの目的で悪用する企業がふえているためである。
2010年（平成22年）9月、東京新聞が「ただ働き」「名ばかりインターン」と評して社会問題を提起する報道を行った。インターンシップ制度を利用した企業（ホテル）が、接客対応の体験を希望したインターンシップ参加学生に対して、制度の本旨に沿わず、アルバイトと同様に売り子や清掃係をさせ、これをインターンシップとしたものであった。アルバイトと同様の業務であったにもかかわらず、インターンシップであるとして無給であった。同記事では雇用政策の専門家として諏訪康雄のコメントを掲載し、インターンシップ制度の本旨に沿わない企業の問題や、長期休暇が短い日本特有の制度上の問題を指摘している。さらに翌10月には参議院厚生労働委員会で社民党党首（当時）の福島瑞穂・参議院議員（現：同党副党首）がこれを「名ばかりインターン」との雇用政策問題として取り上げ、追及を行っている。
また2013年（平成25年）には、日本の数ヵ所の宿泊施設が、インターンシップで入国した韓国人大学生に対し、無報酬で従業員と同様な業務を行わせていたことが、一部マスコミの報道で判明している。入管難民法に抵触する可能性もあるが、入管当局の立入検査で無報酬であると判明した場合、不法就労と判断することが困難であることも明らかとなっており、法の盲点を突いていて、新たな問題となっている。
また、就職活動解禁前の就職活動としての一面も出ており、特に就職活動の解禁が後ろ倒しとなった2016年卒を対象としたインターンシップ説明会には、売り手市場ということもあり、インターンシップを募集する企業が急増した。本来、学生の学業に支障をきたさないために、解禁を遅らせるようになったのだが、インターンシップを利用して解禁前から学生の囲い込み等を行っているのではないか指摘されている。また、そのような状況から学生側はインターンシップに参加しなければ採用されないのではないかといった混乱に陥るのではないかと指摘している人もいる。